# ジョニー・フリン
ジョニー・フリン（Johnny Flynn、1983年3月14日 - ）はイギリスの俳優・ミュージシャン。

## 生い立ち
イギリス人の両親のもと、南アフリカのヨハネスブルグで生まれる。母親は陶芸家のキャロライン・フォーブス、父親はミュージカル俳優のエリック・フリンで、幼い頃から息子に音楽と演技の両方を教えていた。異母兄に俳優のジェローム・フリンと俳優で声優のダニエル・フリン(妻は女優ケリー・フリン)がいる。「ザ・サセックス・ウィット」で歌うリリー・フリンは実妹。

イギリスに戻ったのは4歳の時で、全寮制パブリックスクールであるウィンチェスター・カレッジに通った。そこでは特に音楽に興味を抱き、ヴァイオリンとトランペットの演奏を習得している。映画や舞台でヴァイオリン等を弾くシーンは、吹き替えなしの本人の演奏である。ハンプシャーのピーターズフィールド近くのベダレス・スクールでは、ギターを独学で習得した。父親が癌で亡くなる直前の18歳、ロンドンの名門演劇学校、ウェバーダグラス演劇芸術アカデミーに入学した。

## キャリア
2005年、イギリスの映画雑誌「Screen International」で「Stars of Tomorrow」の一人に選ばれる。

2004年のテレビシリーズ『Murder in Suburbia』、BBCの医療ドラマ『Holby City』、スティーブン・フライ主演の『Kingdom』などに出演、2006年に制作された「タイムクルセイド ドルフと聖地騎士団」の主人公ドルフ・ヴェガ役で一躍有名になる。

舞台では、2007年プロペラでカーティスとヴァイオラなどシェークスピア劇を演じ、2012年にはシェイクスピアズ・グローブでの『十二夜』ヴァイオラ役でイアン・チャールソン賞を受賞している。
2011年には、ロイヤルコート劇場でのリチャード・ビーンの舞台『The Heretic』で、イブニング・スタンダード賞とワッツオンステージ賞の最優秀新人賞にノミネートされ、同じく同年の2011年、ジェズ・バターワースの大ヒット舞台『エルサレム』で演じた主演のリー役で、オリヴィエ賞助演男優賞にノミネートされる。また、2015年9月、劇評家から広く絶賛され、ローレンス・オリヴィエ賞、批評家協会演劇賞、イヴニング・スタンダード演劇賞など多数の賞にノミネートされたマーティン・マクドナーの『ハングメン』のムーニー役で、ワッツオンステージ賞をノミネートされる等、舞台でも高い評価を得ている。

音楽活動では、「ジョニー・フリン & ザ・サセックス・ウィット」のリードシンガー兼ソングライターである。8枚のアルバムをリリースし、2008年のデビュー作『A LARUM』は、批評家の称賛を受けた。また、シェイクスピアズ・グローブで「お気に召すまま」の作曲を当時の古楽器で行うなど、映画、テレビ番組、演劇作品の音楽も数多く書いている。ミア・ハンセン＝ラヴ監督の『グッバイ・ファーストラブ』や、英国アカデミー賞テレビ部門を受賞したBBCの『Detectorists』、自身が出演した映画『EMMA エマ』のテーマソングなども担当する。

## 私生活
3歳の時に、スタッフォードシャー・ブル・テリアに襲われた傷が顔にある。そのため、子供の頃のあだ名は「Scarface（スカーフェイス）」だった。
2011年に、舞台デザイナーの女性と結婚し、現在は三児の父である。

## 音楽作品

### シングル
- Sweet William EP (2009)
- Detectorists Theme (2014)
- Queen Bee (2020) – Soundtrack for EMMA エマ
- Home & Dry (For the Fishing Industry Safety Group) (2021)
- Coins for the Eyes with Robert Macfarlane (2022)

### アルバム
- A Larum (2008) No. 98 UK
- Been Listening (2010)
- A Film Score of a Bag of Hammers (2012)
- Country Mile (2013) No. 58 UK
- Live in Washington DC (2014)
- Sillion (2017) No. 96 UK
- Live at the Roundhouse (2018) – credited to Johnny Flynn and the Sussex Wit
- Lost in the Cedar Wood (2021) – credited to Johnny Flynn and Robert Macfarlane

## 出演

### 映画
| 年   | タイトル                                                            | 役名                     | 備考                           | 吹き替え |
| ---- | ------------------------------------------------------------------- | ------------------------ | ------------------------------ | -------- |
| 2006 | タイムクルセイド ドルフと聖地騎士団 Crusade in Jeans                | ドルフ・ヴェガ           |                                |          |
| 2011 | Lotus Eaters                                                        | Charlie                  |                                | N/A      |
| 2012 | 5月の後 Something in the Air                                        | 役名なし(ギターの青年)   |                                |          |
| 2014 | ブルックリンの恋人たち Song One                                     | ジェームズ・フォレスター |                                | 津田英佑 |
| 2015 | アクトレス〜女たちの舞台〜 Clouds of Sils Maria                     | クリストファー・ジルズ   |                                |          |
| 2016 | Love Is Thicker Than Water                                          | Arthur                   |                                | N/A      |
| 2017 | Contractor 014352                                                   | Guy Bricklin             | Short film                     | N/A      |
| 2017 | Beast                                                               | Pascal Renouf            |                                | N/A      |
| 2019 | Cordelia                                                            | Frank                    |                                | N/A      |
| 2020 | EMMA エマ Emma.                                                     | ジョージ・ナイトリー     |                                | 加瀬康之 |
| 2020 | スターダスト Stardust                                               | デヴィッド・ボウイ       |                                |          |
| 2021 | 時の面影 The Dig                                                    | ローリー・ロマックス     | Netflixオリジナル映画          | 松田修平 |
| 2021 | オペレーション・ミンスミート -ナチを欺いた死体- Operation Mincemeat | イアン・フレミング       |                                | 清水裕亮 |
| 2021 | The Score                                                           | マイク                   |                                | N/A      |
| 2022 | スクルージ: クリスマス・キャロル                                    | ボブ・クラチット         | 声の出演 Netflixオリジナル映画 | 玉木雅士 |
| 2022 | アウトフィット ある仕立屋の長い夜 The Outfit                        | フランシス               |                                | 高橋英則 |
| 2024 | ONE LIFE 奇跡が繋いだ6000の命 One Life                              | ニコラス・ウィントン     |                                |          |

### ドラマ
| 年        | タイトル                                       | 役名                                 | 備考                                                   | 吹き替え   |
| --------- | ---------------------------------------------- | ------------------------------------ | ------------------------------------------------------ | ---------- |
| 2005      | Murder in Suburbia                             | Josh Egan                            | シーズン2 第1話 「Witches」                            | N/A        |
| 2006      | Holby City                                     | Karl Massingham                      | シーズン8 第18話 「Flight of the Bumblebee」           | N/A        |
| 2008      | Kingdom                                        | David Matthews                       | シーズン2 第5話                                        | N/A        |
| 2014-2018 | 恋愛後遺症 Lovesick                            | ディラン・ウィッター                 | 全22話 Netflixオリジナルドラマ                         | 髙橋孝治   |
| 2014      | Detectorists                                   | Johnny Piper                         | シーズン1 第3話                                        | N/A        |
| 2015      | Brotherhood                                    | Toby                                 | 全8話                                                  | N/A        |
| 2016      | The Nightmare Worlds of H.G. Wells             | Alec Harringay                       | シーズン1 第2話「The Devotee of Art」                  | N/A        |
| 2017      | 9から始まる奇妙な物語                          | Elliot Quinn                         | シーズン3 第6話「Private View」                        | N/A        |
| 2017      | ジーニアス：世紀の天才 アインシュタイン Genius | アルベルト・アインシュタイン(青年期) | 第1話～第7話 放送映画批評家協会賞 助演男優賞ノミネート | 浪川大輔   |
| 2018      | ジーニアス：ピカソ Genius                      | アラン・キュニー                     | 第2話「Picasso: Chapter Two」                          | 綿貫竜之介 |
| 2018      | Vanity Fair（ヴァニティフェア） Vanity Fair    | ウィリアム・ドビン                   | 全7話                                                  |            |
| 2018      | レ・ミゼラブル Les Miserables                  | フェリックス・トロミエス             | 第1話                                                  | 中村章吾   |
| 2023      | The Lovers                                     | Seamus                               | 全6話                                                  | N/A        |
| 2024      | リプリー Ripley                                | ディッキー・グリーンリーフ           | ミニシリーズ。全8話                                    | 内田夕夜   |

### 舞台
| 年        | 題名                       | 役名                 | 劇団・劇場                     | 備考                                               |
| --------- | -------------------------- | -------------------- | ------------------------------ | -------------------------------------------------- |
| 2007      | 『じゃじゃ馬ならし』       | カーティス           | プロペラ                       |                                                    |
| 2007      | 『十二夜』                 | セバスチャン         | プロペラ                       |                                                    |
| 2011      | 『エルサレム』             | リー                 | ロイヤル・コート劇場           |                                                    |
| 2011      | 『The Heretic』            | Ben Shotter          | ロイヤル・コート劇場           |                                                    |
| 2012      | 『リチャード三世』         | アン                 | シェイクスピアズ・グローブ     |                                                    |
| 2012      | 『十二夜』                 | ヴァイオラ           | シェイクスピアズ・グローブ     |                                                    |
| 2013      | 『The Low Road』           | ジム                 | ロイヤル・コート劇場           |                                                    |
| 2015      | 『ハングメン』             | ムーニー             | ロイヤル・コート劇場           | 2016年3月3日NTライヴにて中継。 2017年4月14日上映。 |
| 2018-2019 | 『True West』              | リー                 | ヴォードヴィル・シアター       |                                                    |
| 2023      | 『The Motive and the Cue』 | リチャード・バートン | ロイヤル・ナショナル・シアター | 2024年7月5日上映。180分。                          |

### オーディオドラマ
| 配信日     | 題名                          | 著者                              | 時間          | 言語 | 備考            |
| ---------- | ----------------------------- | --------------------------------- | ------------- | ---- | --------------- |
| 2019/04/04 | True West                     | サム・シェパード                  | 1 時間 27 分  | 英語 | Audibleにて配信 |
| 2020/10/01 | The Lost Spells               | Robert Macfarlane、 Jackie Morris | 40 分         | 英語 | Audibleにて配信 |
| 2021/01/21 | The Octopus Man               | Jasper Gibson                     | 1 時間 27 分  | 英語 | Audibleにて配信 |
| 2021/03/02 | The Virginia Woolf Collection | ヴァージニア・ウルフ              | 30 時間 13 分 | 英語 | Audibleにて配信 |
| 2022/08/09 | Isaac and the Egg             | Bobby Palmer                      | 7 時間 25 分  | 英語 | Audibleにて配信 |
| 2022/09/08 | Mrs. Wickham                  | Sarah Page                        | 2 時間 3 分   | 英語 | Audibleにて配信 |